# 廿世紀浴場
座標: 北緯35度43分35秒 東経139度47分49秒 / 北緯35.726271度 東経139.797022度
廿世紀浴場（にじっせいきよくじょう）は、東京都台東区日本堤の銭湯。昭和初期のモダンな洋風銭湯である。

## 概要
1929年（昭和4年）の建築で、平面配置は同時代の一般的な銭湯と同じく、左右対称に男湯と女湯が配置されたものである。当時の東京で銭湯といえば、社寺建築風のものが多かったが、ここでは洋風デザインを大胆に採用し、スクラッチタイル貼り・丁寧な左官仕事による装飾を伴った外壁・アーチつき鉄サッシ・スペイン瓦などのデザインが特徴的である。周囲の下町の街並みに比べ、特に異彩を放っている。「アール・デコ銭湯」と紹介されることも多いが、むしろアメリカで流行していたスパニッシュ様式や、武田五一などの折衷的なデザインに近い（ちなみにアール・デコは1925年のパリ万国装飾美術博覧会で花開いたデザイントレンドである）。
贅を尽くして銭湯を建築するという時代があったが、その多くは宮型建築などに向かった。しかし、廿世紀浴場の建築は、その贅を尽くすという方向性が和風に向かわずアール・デコに向かったものであり、時代を象徴する建築のひとつであると言える。
2007年（平成19年）12月31日限りで廃業。現在は取り壊されている。